# Coté-Lai
Coté-Lai är en ort i Argentina.   Den ligger i provinsen Chaco, i den nordöstra delen av landet, 800 km norr om huvudstaden Buenos Aires. Coté-Lai ligger 65 meter över havet och antalet invånare är 1 650.
Terrängen runt Coté-Lai är mycket platt. Trakten runt Coté-Lai är nära nog obefolkad, med mindre än två invånare per kvadratkilometer.. Det finns inga andra samhällen i närheten.
I omgivningarna runt Coté-Lai växer huvudsakligen savannskog.